# Meunasah Mesjid (Kembang Tanjong)
Meunasah Mesjid is een bestuurslaag in het regentschap Pidie van de provincie Atjeh, Indonesië. Meunasah Mesjid telt 395 inwoners (volkstelling 2010).